# 池袋・竹ノ塚新線
池袋・竹ノ塚新線（いけぶくろ・たけのつかしんせん）は、東京都豊島区の池袋駅から、北区の王子駅などを経由し、足立区の竹ノ塚駅に至る鉄道路線構想である。地下鉄竹の塚・王子・池袋線や池竹新線などと呼ばれることもある。

## 概要
2020年現在、鉄道だけで竹ノ塚駅を含む東武伊勢崎線（東武スカイツリーライン）単独の駅から池袋駅まで向かうには、北千住駅で常磐線に乗り換え、日暮里駅で山手線に乗り換えるなど、最低2回の乗り換えが必要である。この新線計画が開業すれば、東武スカイツリーライン沿線から池袋方面への利便性の向上と所要時間の短縮のメリットがある。

## 議論動向
当線は、1998年（平成10年）6月に東京都が出した「広域交通ネットワーク計画検討委員会報告書」において「将来の動向をみて考える路線」と位置付けられている。また2006年（平成18年）には住民運動組織「地下鉄竹の塚・王子・池袋線建設促進協議会」が2016年東京オリンピック構想を機に、当線の延伸路線として池袋 - 東京駅 - メインスタディアム（晴海） - 羽田空港まで約25 kmを結ぶという素案を提示して中央区に協力を要請するという活動を行った。
一方で、沿線の足立区では、2011年（平成23年）5月30日に足立区議会が交通網・都市基盤整備調査特別委員会に調査を付託した「交通網の整備及び誘致促進並びに都市基盤整備に関する調査研究」の中に、「地下鉄竹の塚・王子・池袋線（仮称）について」が盛り込まれているものの、同委員会では「竹ノ塚駅付近鉄道高架化の整備状況を踏まえて実現時期については再度検討していく必要がある」との位置づけを行っている。また、同年12月に策定された「足立区総合交通計画」では、竹の塚・王子・池袋線は盛り込まれておらず、具体的な計画策定や議論には至っていない。